# SimTower
SimTower, anche sottotitolato The Vertical Empire, è un videogioco di simulazione sviluppato dalla OPeNBooK Co., Ltd. e pubblicato dalla Maxis nel 1994 negli Stati Uniti per Windows e Macintosh.

## Metodo di gioco
L'obiettivo è quello di costruire e mantenere un grattacielo e fare in modo che i suoi occupanti siano felici. Uffici, hotel e condomini danno agli occupanti la possibilità di vivere e lavorare, mentre negozi e ristoranti forniscono un bilancio commerciale. Inoltre, ospedali e centri di riciclaggio diventano necessari quando il grattacielo inizia a crescere di dimensioni. Il progresso del giocatore è basato su un sistema di classificazione a stelle, simile alle categorie degli hotel, con nuove stelle che vengono guadagnate in varie situazioni. La popolazione è misurata tramite il numero di individui attualmente nella torre; molte stanze d'albergo causano un aumento di essa durante la notte. Con l'aumentare del numero di stelle della torre, diventano disponibili nuove costruzioni, come i cinema. Come nella maggior parte dei titoli della serie Sim, non esiste la fine del gioco, che si sviluppa senza un obiettivo ben preciso; inizialmente, è importante raggiungere una popolazione di 15000 persone, per ottenere lo stato di Torre. Un altro obiettivo è quello di costruire una cattedrale in cima alla torre e far celebrare un matrimonio. Il gioco ha 5 livelli, che vengono completati raggiungendo un livello di popolazione ben preciso. I nuovi livelli, oltre a sbloccare nuovi edifici costruibili, creano anche nuovi pericoli, che devono essere ben gestiti: ad esempio, un incendio può essere sconfitto grazie al sistema antincendio, che pur essendo gratuito non è sempre sufficiente; oppure è possibile chiamare i vigili del fuoco che sconfiggono l'incendio in cambio di una somma di denaro.
Una delle attività chiave del gioco è quello di costruire e saper gestire un sistema di ascensori per consentire agli abitanti di spostarsi con efficienza da un piano all'altro. Ciascun ascensore, a seconda del flusso di traffico all'interno dell'edificio, può muoversi su, giù o in modalità express. Il gioco originale era maggiormente incentrato su questo aspetto; a seconda del tempo che un occupante deve aspettare prima di poter usare l'ascensore, cambia il livello di stress, indicato da un colore nero, rosa o rosso. In caso il livello di stress raggiunga li massimo, l'abitante sarà portato ad andarsene dalla torre. Gli ascensori possono trasportare fino ad un massimo di 30 persone. Inoltre, può essere piazzato un atrio ogni 15 piani per favorire il trasporto. Un ascensore mentre funziona richiede una gran quantità di spazio nella torre.
Alcuni aspetti da tenere ben presenti sono gli incendi, le bombe e le infestazioni di scarafaggi nelle stanze d'albergo non perfettamente pulite. In caso di bomba, il giocatore può scegliere di pagare un riscatto oppure di sperare che gli ufficiali di sicurezza possano disinnescarla.

## Sviluppo
SimTower è stato sviluppato qualche mese dopo la pubblicazione di SimCity 2000; anche se è stato pubblicato dalla Maxis, originariamente il gioco è stato sviluppato in Giappone, e la Maxis ha acquistato la sua licenza. In Giappone è stato distribuito nello stesso 1994 ed è noto col nome di The Tower.
Poco tempo dopo è stata distribuita una patch di aggiornamento, per rendere maggiormente compatibile il gioco con l'ambiente Windows (prima esso si basava infatti sul sottosistema a 16 bit usato in Windows 3.1) tendendo a crashare frequentemente in Windows 95 e seguenti.
Tale aggiornamento, tra l'altro estremamente difficile da reperire, non ebbe molto successo perché riduceva parzialmente i frequenti crash ma, se un crash fosse avvenuto, il file con il salvataggio diveniva spesso inutilizzabile.

## Sequel
- Nel 1996 è stata commercializzata in Giappone una versione aggiornata di The Tower per Sega Saturn
- La OPeNBooK ha anche sviluppato (1998) un sequel di SimTower, chiamato The Tower II in Giappone, e poi pubblicato (in versione ridotta nei contenuti) comeYoot Tower negli Stati Uniti dalla SEGA, per PC Windows e Mac.
- Esiste un clone di SimTower per PocketPC, sviluppato da eSoft Interactive e distribuito nel 2004 col nome di Tower Mogul.
- Nel 2006, SimTower è stato adattato per il Game Boy Advance col nome di The Tower SP.
- Nel 2008 fu realizzata dalla Vivendium una versione di Sim Tower per Nintendo DS chiamata The Tower DS, pubblicata solo in Giappone.

## Premi
- 1995 CODiE Award, come miglior programma di simulazione ("Best Simulation Program")[1]